# صحافة القفز بالمظلات
صحافة القفز بالمظلات هي ممارسة اندفاع الصحفيين في منطقة ما لأخذ تقرير عن قصة يمتلك المراسل عنها معرفة أو خبرة قليلة. وغالبًا ما يؤدي نقص المعرفة والمواعيد النهائية إلى إصدار تقارير إخبارية غير دقيقة أو مشوهة، خاصة خلال الأخبار العاجلة. وبدلاً من المراسلين الأجانب الخبراء الذين قد يعيشون في الموقع، ترسل منظمات الأخبار أحيانًا (تسمى مجازًا بـ «القفز بالمظلة») إما مراسلي الإحالة العامة أو الصحفيين المشاهير المعروفين إلى المناطق غير المألوفة.
غالبًا ما يُستخدم هذا المصطلح من قبل النقاد، الذين يجادلون أن هذا النوع من الصحافة عادة لا يعرض إلا مجرد التفاصيل الأساسية وغالبًا ما يشوه الحقائق، بينما يوضح الجهل بالمسائل السياقية. وكثيرًا ما يفتقر الصحفي إلى المعرفة المتعمقة بالوضع وعادة ما يكون مشوشًا بسبب غرابة البيئة. وغالبًا ما تكون المعلومات الوحيدة المتاحة على الفور هي من المؤسسات الإخبارية أو من المصادر «الرسمية» أو البيروقراطية التي قد تشمل الدعاية.
غالبًا ما يفتقر صحفيو «القفز بالمظلات» إلى الاتصالات المناسبة في المواقف الغريبة. وقد يعتمدون على المراسلين الصحفيين المحليين لمصادرهم، وهذا يمكن أن يؤدي إلى وجود علاقات متوترة بين «الصحفي المظلي» والمراسل الصحفي لأن الصحفي الذي يأتي حديثًا هو من يتلقى معظم الفضل ويمكن أن تتأثر جودة التقارير في العملية.
ونظرًا لضيق الوقت وقلة المعرفة، يمكن ألا يكون خلفية البحث والتحقيق المستقل للأحداث موجودين في موقع حدوثها، ويتم إجراء معظم الأبحاث، إن وجدت، في وطن الصحفي قبل أن ينطلق إلى موقع الحدث. وهناك عيب آخر وهو ميل الصحفيين المظليين إلى الانخراط في التزاحم الصحفي.
تتمثل إحدى مميزات هذا النوع من الصحافة في أن الصحفي المظلي يعد غريبًا يمكنه الاطلاع على حدث الأخبار من منظور جديد وملاحظة أشياء أو تقديم وجهة نظر لهذه القصة قد يكون الصحفي المراسل نسي تقديمها. وربما يكون هو/هي أكثر قدرة على تحديد ما الجمهور العالمي الذي سيكون مهتمًا بهذا النوع.

## وصلات خارجية
- Panos Institute's radio news and features service commissioned from local journalists